# Sharaf (Zeitschrift)
Die Monatszeitschrift Sharaf (persisch شرف, DMG Šaraf, ‚Würde‘) erschien von 1882 bis 1891 in Teheran. Unter der Leitung von Mohammad Hasan Khan, Etemad-Saltaneh (1840–1895), wurde ein Jahrgang mit insgesamt 87 Ausgaben herausgegeben. Bekannt wurde dieses Magazin insbesondere für seine zahlreichen und aufwändigen Illustrationen und Fotografien.
Mohammad Hasan Khan, der an der bekannten technischen Universität Dar al-Funun und in Paris seinen Abschluss als Historiker und Geograph machte, war zeitgleich Minister im Kabinett von Naser ed-Din Schah. Für die Illustration der Zeitschrift beschäftigte er die damals berühmtesten Kalligraphen, Maler und Fotografen. Ihre Kunstwerke ergänzten die Biographien und Porträts bekannter iranischer und ausländischer Notabler, Politiker sowie Künstler der damaligen Zeit, auf dessen Veröffentlichung sich Sharaf spezialisierte. Sharaf veränderte und revolutionierte mit der Veröffentlichung ihrer künstlerischen Werke die Kunst und Malerei der damaligen Zeit.